# Oedipus rex
Oedipus rex je oratorium – opera Igora Stravinského pro orchestr, sólisty, mluvčí a mužský sbor. Libreto napsal Jean Cocteau na námět Sofoklovy stejnojmenné hry. Libreto ve francouzštině bylo poté přeloženo do latiny abbém Jeanem Daniélou. Opera spadá do Stravinského neoklasického období.

## Scénická uvedení
- 1992 Œdipus Rex, dirigent: Seiji Ozawa, v hlavních rolích: Philip Langridge (tenor), Jessye Norman (soprán), Bryn Terfel (baryton)[1]
- 2017 Œdipus Rex / Symphonie de Psaumes, Festival v Aix-en-Provence (plný název Festival international d’art lyrique et l'Académie européenne de musique d’Aix-en-Provence, zkráceně Festival d’Aix-en-Provence), dirigent: Esa-Pekka Salonen, režie: Peter Sellars, výprava: Elias Sime, Œdipe Roi: Joseph Kaiser, Jocaste: Violeta Urmana, Créon / Tirésias / le Messager: Sir Willard White, Le Berger: Joshua Stewart, Antigone (vypravěčka): Pauline Cheviller, Ismene (tanečnice): Laurel Jenkins, sbor: Orphei Drängar, Gustaf Sjökvist Chamber Choir, Sofia Vokalensemble, sormistr: Folke Alin, Philharmonia Orchestra[2] společné provedení opery Œdipus Rex a Žalmové symfonie.